# Nicol Delago
Nicol Delago, född 5 januari 1996, är en italiensk alpin skidåkare som debuterade i världscupen den 24 januari 2015 i Sankt Moritz i Schweiz. Hennes första pallplats i världscupen kom när hon slutade tvåa i tävlingen i störtlopp den 18 december 2018 i Val Gardena i Italien.
Delago deltog vid olympiska vinterspelen 2018 och 2022.